# Talmadge (Maine)
Talmadge ist eine Town im Washington County des Bundesstaates Maine in den Vereinigten Staaten. Im Jahr 2020 lebten dort 70 Einwohner in 48 Haushalten (in den Vereinigten Staaten werden auch Ferienwohnungen als Haushalte gezählt) auf einer Fläche von 101,16 km².

## Geographie
Nach dem United States Census Bureau hat Talmadge eine Gesamtfläche von 101,16 km², von der 97,90 km² Land sind und 3,26 km² aus Gewässern bestehen.

### Geographische Lage
Talmadge liegt im Norden des Washington Countys. Im Westen grenzt als größter See der West Musquash Lake an und im Südosten der Patten Pond. Zwei Arme des East Branch Big Musquash Stream durchfließen das Gebiet in südliche Richtung. Viele Flüsse durchziehen das Gebiet, der West Branch of Big Musquash Stream ist der Abfluss des Big Musquash Stream und der East Branch of Big Musquash Stream ist der Abfluss des East Musquash Lake im benachbarten Topsfield. Die Oberfläche ist eher eben, die höchste Erhebung ist der 281 m hohe Mount Delight.

### Nachbargemeinden
Alle Entfernungen sind als Luftlinien zwischen den offiziellen Koordinaten der Orte aus der Volkszählung 2010 angegeben.
- Norden: Topsfield, 11,7 km
- Osten: Waite, 13,0 km
- Südosten: Passamaquoddy Indian Township Reservation, 13,1 km
- Süden: Grand Lake Stream, 12,8 km
- Westen: North Washington, Unorganized Territory, 19,6 km

### Stadtgliederung
In Talmadge gibt es keine ausgeprägten Siedlungsgebiete.

### Klima
Die mittlere Durchschnittstemperatur in Talmadge liegt zwischen −9,4 °C (15 °F) im Januar und 20,6 °C (69 °F) im Juli. Damit ist der Ort gegenüber dem langjährigen Mittel der USA um etwa 9 Grad kühler. Die Schneefälle zwischen Oktober und Mai liegen mit bis zu zweieinhalb Metern mehr als doppelt so hoch wie die mittlere Schneehöhe in den USA; die tägliche Sonnenscheindauer liegt am unteren Rand des Wertespektrums der USA.

## Geschichte
Talmadge wurde zunächst als Township No. 3, Second Range Titcomb Survey (T3 R2 TS) vermessen. Eine erste Organisation als Talmadge Plantation fand 1846 statt, um den Bewohnern das Wahlrecht zu sichern. Als Town wurde Talmadge am 28. Februar 1875 organisiert. Benannt wurde die Town nach Benjamin Talmadge, einem frühen Siedler in dem Gebiet der Town. Die Besiedlung startete 1832. Im 19. Jahrhundert gab es in der Town eine Sägemühle und eine Schindelmühle. Diese produzierte jährlich 2.000.000 Schindeln. Am East Branch befand sich eine Möbelfabrik.
Gemeinsam mit dem östlich gelegenen Waite bildet Talmadge oft eine kleine Gemeinschaft, die sich kommunale Aufgaben teilt. In Waite befindet sich auch das Postamt für Talmadge. Der Friedhof in Talmadge dient beiden Towns.

### Einwohnerentwicklung
| Volkszählungsergebnisse – Town of Talmadge, Maine | Volkszählungsergebnisse – Town of Talmadge, Maine | Volkszählungsergebnisse – Town of Talmadge, Maine | Volkszählungsergebnisse – Town of Talmadge, Maine | Volkszählungsergebnisse – Town of Talmadge, Maine | Volkszählungsergebnisse – Town of Talmadge, Maine | Volkszählungsergebnisse – Town of Talmadge, Maine | Volkszählungsergebnisse – Town of Talmadge, Maine | Volkszählungsergebnisse – Town of Talmadge, Maine | Volkszählungsergebnisse – Town of Talmadge, Maine | Volkszählungsergebnisse – Town of Talmadge, Maine |
| Jahr                                              | 1800                                              | 1810                                              | 1820                                              | 1830                                              | 1840                                              | 1850                                              | 1860                                              | 1870                                              | 1880                                              | 1890                                              |
| ------------------------------------------------- | ------------------------------------------------- | ------------------------------------------------- | ------------------------------------------------- | ------------------------------------------------- | ------------------------------------------------- | ------------------------------------------------- | ------------------------------------------------- | ------------------------------------------------- | ------------------------------------------------- | ------------------------------------------------- |
| Einwohner                                         |                                                   |                                                   |                                                   |                                                   |                                                   |                                                   | 96                                                | 80                                                | 112                                               | 112                                               |
| Jahr                                              | 1900                                              | 1910                                              | 1920                                              | 1930                                              | 1940                                              | 1950                                              | 1960                                              | 1970                                              | 1980                                              | 1990                                              |
| Einwohner                                         | 93                                                | 100                                               | 80                                                | 46                                                | 50                                                | 66                                                | 58                                                | 25                                                | 40                                                | 62                                                |
| Jahr                                              | 2000                                              | 2010                                              | 2020                                              | 2030                                              | 2040                                              | 2050                                              | 2060                                              | 2070                                              | 2080                                              | 2090                                              |
| Einwohner                                         | 70                                                | 64                                                | 70                                                |                                                   |                                                   |                                                   |                                                   |                                                   |                                                   |                                                   |

## Wirtschaft und Infrastruktur

### Verkehr
Der U.S. Highway 1 verläuft in nordsüdlicher Richtung entlang der östlichen Grenze der Town.

### Öffentliche Einrichtungen
Es gibt keine medizinische Einrichtung in Talmadge. Die nächstgelegenen befinden sich in Calais.
Talmadge besitzt keine eigene Bücherei. Die nächstgelegene befindet sich in Princeton.

### Bildung
Für die Schulbildung ist das Talmadge School Department zuständig.
Talmadge gehört mit Cooper, Grand Lake Stream, Meddybemps, Princeton, Waite, Winn, Lakeville, Carroll Plantation, Macwahoc Plantation und Reed Plantation zum Eastern Maine Area School System - AOS 90. Neben anderen Aufgaben gehört speziell die Bildung zu den Organisationsaufgaben des Bezirks. Im Schulbezirk werden folgende Schulen angeboten:
- Lee Winn Elementary School in Winn, mit Schulklassen von Kindergarten bis zum 4. Schuljahr
- Woodland Elementary School in Baileyville, mit Schulklassen von Pre-Kindergarten bis zum 6. Schuljahr
- Princeton Elementary School in Princeton, mit Schulklassen von Pre-Kindergarten bis zum 8. Schuljahr
- East Range II CSD School in Topsfield, mit Schulklassen von Pre-Kindergarten bis zum 8. Schuljahr
- Mt. Jefferson Jr. High School in Lee, mit Schulklassen vom 5. bis zum 8. Schuljahr
- Woodland Jr - Sr High School in Baileyville, mit Schulklassen vom 8. bis zum 12. Schuljahr